# Brewster (Ohio)
Brewster (auch Brewester) ist ein Village im Stark County, Ohio, Vereinigte Staaten. Das U.S. Census Bureau hat bei der Volkszählung 2020 eine Einwohnerzahl von 2113 ermittelt.

## Wirtschaft
In Brewster hat die Firma Shearer’s Inc. ihren Sitz. Sie stellt Shearer’s Kartoffelchips und andere Snacks her. Hier ist auch die Molkerei Brewster Dairy beheimatet, der größte US-Hersteller von Emmentaler.